# Megami Bunko
Megami Bunko (メガミ文庫?) è un'etichetta editoriale giapponese appartenente alla Gakken. L'azienda è stata fondata nel dicembre 2004 e produce light novel che mirano a un pubblico adulto di giovane età di sesso maschile.

## Alcune light novel pubblicate dalla Megami Bunko
- Artemis Code
- Dekoboko knight to saikyō ohjo
- Fushigi no kuni no mute
- Galaxy Angel-Rune
- Gemini Knives
- Lamune
- Mahō shōjo Lyrical Nanoha
- Mai-Otome
- Misupuri
- Queen's Gate
- Rakugo tennyo oyui
- Simoun
- Tsuki wa higashi ni hi wa nishi ni 〜Operation Sanctuary〜